# Wayne Fontana
Glyn Geoffrey Ellis (28 de octubre de 1945 - 6 de agosto de 2020), conocido profesionalmente como Wayne Fontana, fue un músico y cantante británico de rock y pop, conocido por el éxito de 1965 "The Game of Love" con The Mindbenders.

## Biografía

### Carrera musical
Fontana nació en Levenshulme, Mánchester, Lancashire, y tomó su nombre artístico del baterista de Elvis Presley, D. J. Fontana. En junio de 1963 formó su grupo de apoyo, Mindbenders, y consiguió un contrato de grabación con, casualmente, Fontana Records. Con la banda, Fontana lanzó su single más grande "The Game of Love" y, después de varios singles menos exitosos, dejó la banda en octubre de 1965. Según los informes, renunció durante una actuación de concierto.
Fontana permaneció bajo contrato con el sello después de separarse de Mindbenders y siguió solo, utilizando músicos que trabajaban bajo el nombre de la Oposición, en particular Frank Renshaw (guitarra principal) (nacido el 22 de junio de 1943, Wythenshawe, Mánchester), Bernie Burns (batería), Stuart Sirret (bajo) y Phil Keen (batería), entre otros. A veces, la banda fue anunciada como Mindbenders, a veces simplemente como Wayne Fontana Band. Luchando por lograr el éxito en las listas, Fontana grabó una serie de canciones de escritores externos, y las caras B eran principalmente sus propias composiciones. El sencillo más grande en solitario de Fontana, "Pamela, Pamela", escrito por Graham Gouldman, alcanzó el número 5 en el Kent Music Report de Australia y el número 11 en el UK Singles Chart a principios de 1967. Fue su último sencillo en trazar en el Reino Unido. Los sencillos posteriores incluyeron otra composición de Gouldman, "The Impossible Years". En 1970 fue uno de los primeros artistas en el Festival de Glastonbury. Después de una racha de lanzamientos fallidos, Fontana se tomó un descanso en 1970.
En 1973, tratando de relanzar su carrera, Fontana grabó otra canción de Gouldman, "Together". Estaba respaldado por una canción original, "One-Man Woman", que fue coproducida con Eric Stewart, un excompañero de banda de Mindbenders. El sencillo no se trazó. Después de su último sencillo, "The Last Bus Home", lanzado por Polydor en 1976, dejó en gran parte el negocio de la música. Toque y mantenga presionado un clip para fijarlo. Los clips no fijados se eliminarán después de 1 hora. Durante un corto período a principios de la década de 1980, los Salford Jets lo respaldaron, anunciado como Wayne Fontana y The Mindbenders. Le dijo al 'Daily Express' 'en 2017, "Me jubilé por mí mismo, bebí demasiado y no sabía dónde estaba la mitad del tiempo". Después dejando de beber se unió al circuito de avivamiento de los sesenta.

### Años posteriores
En 2005, luchó contra la bancarrota, pero fue arrestado después de que la policía fuera llamada por alguacil que fue a su casa en Glossop, Derbyshire. Vertió gasolina en el capó del coche de un alguacil y lo prendió con el alguacil todavía dentro. Fontana fue puesto en prisión preventiva el 25 de mayo de 2007. Más tarde apareció en Derby Crown Court vestido como Lady Justice, con una espada, escamas, corona, capa y gafas oscuras, y reclamando "la justicia es ciega". Despidió a sus abogados. El 10 de noviembre de 2007 fue condenado a 11 meses por prender fuego al automóvil, pero fue puesto en libertad porque ya había cumplido el equivalente a la pena, habiendo estado detenido en virtud de la Ley de salud mental de 1983.
En marzo de 2011, Fontana fue arrestado en el Palace Theatre, Mánchester, después de no comparecer ante el tribunal en Wakefield, por una multa por exceso de velocidad no pagada.
Fontana continuó actuando, sobre todo en los "Shows de los años 60 de Solid Silver".

### Fallecimiento
Fontana murió de cáncer el 6 de agosto de 2020, en Stepping Hill Hospital, Stockport, a la edad de 74 años. Su pareja de muchos años estaba a su lado. Tuvo una hija y dos hijos.

## Discografía

### Álbumes de estudio
Wayne Fontana and the Mindbenders
- Wayne Fontana and the Mindbenders – diciembre de 1964 (UK Fontana TL5230) #18. UK.
- The Game of Love – April de 1965 (US Fontana MGF 27542 (Mono)/SRF 67542 (Stereo))
- Eric, Rick, Wayne and Bob – It's Wayne Fontana and the Mindbenders – febrero de 1965 (UK Fontana TL5257) label has: Um, Um, Um, Um, Um, Um – It's Wayne Fontana and the Mindbenders) )

Solista
- Wayne One – julio de 1966 (UK Fontana TL5351 (Mono)/STL5351 (Stereo))
- Wayne Fontana – junio de 1967 (US MGM E 4459 (Mono)/SE 4459 (Stereo))

### Álbumes recopilatorios
- Hit Single Anthology – 1991 (Europe Fontana 848 161-2)[12]
- The Best of Wayne Fontana & The Mindbenders – 1994 (US Fontana 314 522 666-2)[13]

### Sencillos
Wayne Fontana and the Mindbenders
| Año  | Sencillo                                                                             | Catálogo                                                              | Posiciones del gráfico | Posiciones del gráfico | Posiciones del gráfico | Posiciones del gráfico | Posiciones del gráfico | UK album                                                                     | US album                                                     |
| Año  | Sencillo                                                                             | Catálogo                                                              | UK                     | AU                     | CAN                    | IRL                    | US                     | UK album                                                                     | US album                                                     |
| ---- | ------------------------------------------------------------------------------------ | --------------------------------------------------------------------- | ---------------------- | ---------------------- | ---------------------- | ---------------------- | ---------------------- | ---------------------------------------------------------------------------- | ------------------------------------------------------------ |
| 1963 | "Hello Josephine" b/w "Road Runner"                                                  | UK Fontana TF404                                                      | 46                     | —                      | —                      | —                      | —                      | Non-album tracks                                                             | Non-album tracks                                             |
| 1963 | "For You, for You" b/w "Love Potion No. 9"                                           | UK Fontana TF418                                                      | —                      | —                      | —                      | —                      | —                      | Non-album tracks                                                             | Non-album tracks                                             |
| 1964 | "Little Darlin'" b/w "Come Dance with Me"                                            | UK Fontana TF436                                                      | —                      | —                      | —                      | —                      | —                      | Non-album tracks                                                             | Non-album tracks                                             |
| 1964 | "Stop Look and Listen" UK B: "Duke of Earl" US B: "Road Runner"                      | UK Fontana TF451 US Fontana 1917                                      | 37                     | —                      | —                      | —                      | —                      | Non-album tracks                                                             | Non-album tracks                                             |
| 1964 | "Um, Um, Um, Um, Um, Um" b/w "First Taste of Love"                                   | UK Fontana TF497                                                      | 5                      | —                      | —                      | —                      | —                      | Non-album tracks                                                             | Non-album tracks                                             |
| 1965 | "Game of Love" b/w "Since You've Been Gone" b/w "One More Time" (Second US pressing) | UK Fontana TF535 US Fontana 1503 US Fontana 1509 (Second US pressing) | 2                      | 38                     | 3                      | 10                     | 1                      | A: Non-album track B1: Non-album track B2: Wayne Fontana and the Mindbenders | A: The Game of Love B1: Non-album track B2: The Game of Love |
| 1965 | "It's Just a Little Bit Too Late" b/w "Long Time Comin'"                             | UK Fontana TF579 US Fontana 1514                                      | 20                     | 55                     | 9                      | —                      | 46                     | Eric, Rick, Wayne and Bob                                                    | Non-album tracks                                             |
| 1965 | "She Needs Love" b/w "Like I Did"                                                    | UK Fontana TF611 US Fontana 1524                                      | 32                     | —                      | —                      | —                      | —                      | A: Non-album track B: Eric, Rick, Wayne and Bob                              | Non-album tracks                                             |

Solista
| Año  | Sencillo                                                          | Catálogo                                       | Posiciones del gráfico | Posiciones del gráfico | Posiciones del gráfico | Posiciones del gráfico | UK album         | US album                            |
| Año  | Sencillo                                                          | Catálogo                                       | UK                     | AU                     | IRL                    | BR                     | UK album         | US album                            |
| ---- | ----------------------------------------------------------------- | ---------------------------------------------- | ---------------------- | ---------------------- | ---------------------- | ---------------------- | ---------------- | ----------------------------------- |
| 1965 | "It Was Easier To Hurt Her" b/w "You Made Me What I Am Today"     | UK Fontana TF642 US MGM 13456                  | 36                     | —                      | —                      | —                      | Wayne One        | Wayne Fontana                       |
| 1966 | "Come on Home" b/w "My Eyes Break Out in Tears"                   | UK Fontana TF684 US MGM 13516                  | 16                     | 38                     | —                      | —                      | Wayne One        | A: Non-album track B: Wayne Fontana |
| 1966 | "Goodbye Bluebird" b/w "The Sun's So Hot Today"                   | UK Fontana TF737                               | 49                     | —                      | —                      | —                      | Non-album tracks | Non-album tracks                    |
| 1966 | "Pamela Pamela" b/w "Something Keeps Calling Me Back"             | UK Fontana TF770 AU Fontana TF770 US MGM 13661 | 11                     | 5                      | 20                     | —                      | Non-album tracks | Wayne Fontana                       |
| 1967 | "24 Sycamore" b/w "From a Boy To a Man"                           | UK Fontana TF827 US MGM 13762                  | 52                     | 33                     | —                      | —                      | Non-album tracks | Non-album tracks                    |
| 1967 | "The Impossible Years" b/w "In My World"                          | UK Fontana TF866                               | —                      | 72                     | —                      | —                      | Non-album tracks | Non-album tracks                    |
| 1967 | "Gina" b/w "We All Love the Human Race"                           | UK Fontana TF889                               | —                      | —                      | —                      | 1                      | Non-album tracks | Non-album tracks                    |
| 1968 | "Storybook Children" b/w "I Need To Love You"                     | UK Fontana TF911                               | —                      | —                      | —                      | —                      | Non-album tracks | Non-album tracks                    |
| 1968 | "The Words of Bartholomew" b/w "Mind Excursion"                   | UK Fontana TF933                               | —                      | 84                     | —                      | —                      | Non-album tracks | Non-album tracks                    |
| 1968 | "Never an Everyday Thing" b/w "Waiting For a Break in the Clouds" | UK Fontana TF976                               | —                      | —                      | —                      | —                      | Non-album tracks | Non-album tracks                    |
| 1969 | "Dayton Ohio 1903" b/w "Say Goodbye To Yesterday"                 | UK Fontana TF1008 US Metromedia 133            | —                      | —                      | —                      | —                      | Non-album tracks | Non-album tracks                    |
| 1969 | "We're Building a Love" b/w "Charlie Cass"                        | UK Fontana TF1054                              | —                      | —                      | —                      | —                      | Non-album tracks | Non-album tracks                    |
| 1969 | "Charlie Cass" b/w "Linda"                                        | UK Fontana TF1054                              | —                      | —                      | —                      | —                      | Non-album tracks | Non-album tracks                    |
| 1973 | "Together" b/w "One Man Woman"                                    | UK Warner Bros. K 16269                        | —                      | —                      | —                      | —                      | Non-album tracks | Non-album tracks                    |
| 1976 | "The Last Bus Home" b/w "Give Me Just a Little Bit"               | UK Polydor 2058 758                            | —                      | —                      | —                      | —                      | Non-album tracks | Non-album tracks                    |